# Маргарита Шкерлатова
Маргарита Шкерлатова (5 липня 1951 — 16 січня 2025) — болгарська баскетболістка.

Бронзова призерка Олімпійських ігор 1976 року.